# دارن بایفیلد
دارن بایفیلد (انگلیسی: Darren Byfield؛ زادهٔ ۲۹ سپتامبر ۱۹۷۶) بازیکن فوتبال اهل بریتانیا است.
از باشگاه‌هایی که در آن بازی کرده‌است می‌توان به باشگاه فوتبال کمبریج یونایتد، باشگاه فوتبال دونکستر راورز، باشگاه فوتبال پرستون نورث اند، باشگاه فوتبال اولدهام اتلتیک، باشگاه فوتبال روترهام یونایتد، باشگاه فوتبال گیلینگام، باشگاه فوتبال استون ویلا، باشگاه فوتبال بلکپول، باشگاه فوتبال نورث‌همپتون تاون، باشگاه فوتبال میلوال، باشگاه فوتبال تلفورد یونایتد، باشگاه فوتبال بریستول سیتی، باشگاه فوتبال تاموورث، باشگاه فوتبال والسال، باشگاه فوتبال ساندرلند، و باشگاه فوتبال سولیهال مورس اشاره کرد.
وی همچنین در تیم ملی فوتبال جامائیکا بازی کرده‌است.